# Maître de Dunois
Le Maître de Dunois est un maître anonyme peintre de miniatures et de panneaux actif entre 1435 et 1466 à Paris. Il doit son nom au premier manuscrit qui lui a été attribué, le Livre d'heures de Jean de Dunois (British Library). Il est aussi appelé « Principal associé du maître de Bedford ». Plusieurs enluminures de manuscrits ainsi que des panneaux peints lui sont attribués par les historiens de l'art. Selon François Avril, son véritable nom serait Jean Haincelin, peut-être le fils d'un autre miniaturiste, Haincelin de Haguenau.

## Éléments biographiques
Le Maître de Dunois est repéré pour la première fois en tant que collaborateur d'un autre maître anonyme, le Maître de Bedford, l'un des artistes les plus en vue à Paris dans les années 1420-1430. Il collabore avec ce maître notamment aux Bréviaire de Salisbury  ou aux Heures Sobieski dans les années 1420. Après le départ des Anglais de Paris en 1436, le maître de Dunois se tourne vers une nouvelle clientèle, l'entourage du roi Charles VII. C'est à cette époque qu'il réalise pour Jean de Dunois, compagnon de Jeanne d'Arc, un livre d'heures qui lui a donné son nom de convention ou encore des ouvrages pour les financiers du roi tels que les Jouvenel des Ursins ou Étienne Chevalier. 
François Avril, conservateur à la Bibliothèque nationale de France, identifie le maître anonyme à Jean Haincelin. En effet, celui-ci travaille aussi pour de nombreux commanditaires proches de Charles VII exactement à la même époque, tels que le duc d'Orléans et l'amiral Prigent de Coëtivy. Les textes signalent qu'il réalise pour ce dernier une version de Lancelot et un Guiron le Courtois aujourd'hui disparus. 
Sa carrière, très longue, s'achève dans les années 1460. Il collabore alors avec des artistes plus jeunes, tels que le Maître de Jean Rolin, plus au fait des nouveautés, alors que le vieux maître continue à recycler les modèles du Maître de Bedford.

## Style

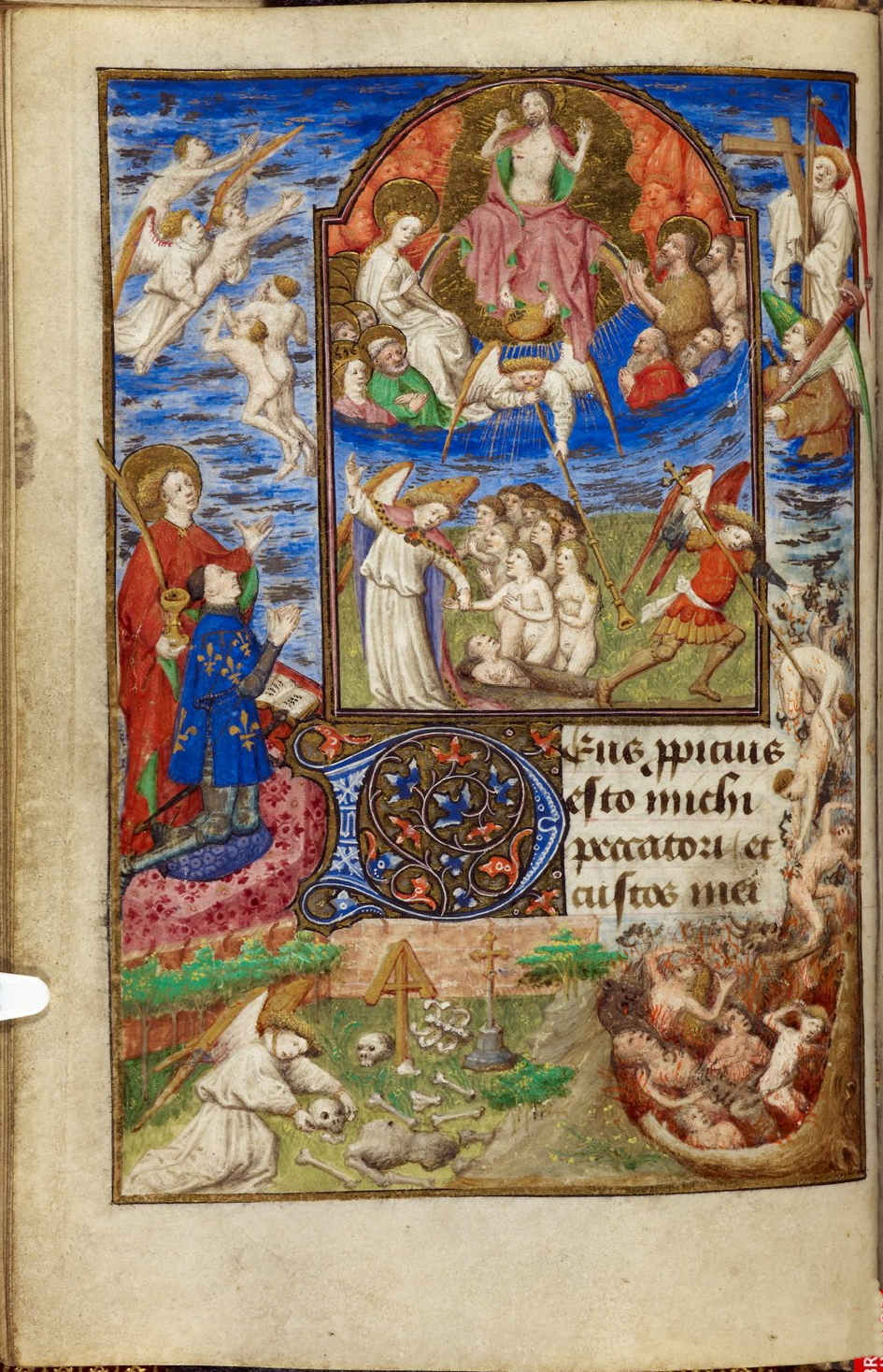
Heures de Dunois : le jugement dernier, f.32v.

Le Maître de Dunois reprend les mêmes types de personnages que son ancien chef d'atelier, le Maître de Bedford. Comme lui, il a connu l'art des primitifs flamands par le biais de dessins, comme Jan van Eyck ou Robert Campin. Il se montre plus ouvert que son maître à ces nouveautés : ses personnages présentent davantage de rondeurs, aux vêtements présentant des plis cassés. Les paysages présentent différents plans dégageant une perspective atmosphérique typique de la peinture flamande. La représentation de la trinité du retable des chanoines de Notre-Dame est une reprise du modèle issu de la peinture tournaisienne de l'entourage du Maître de Flémalle. 

## Historiographie et constitution du corpus
L'historienne de l'art américaine Eleanor Spencer isole pour la première fois son œuvre en 1965 et le désigne sous le nom de « Principal associé du maître de Bedford ». C'est l'historienne de l'art française Nicole Reynaud qui propose de le renommer en 1993 Maître de Dunois, en référence à l'un des plus célèbres manuscrit qu'il peint. C'est elle qui élargit son corpus à la peinture sur panneau en lui attribuant un retable du chapitre de Notre-Dame de Paris.

## Œuvres attribuées

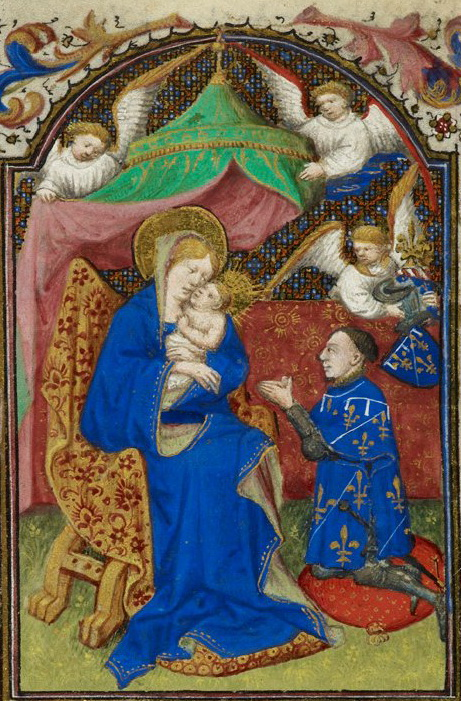
Miniature extraite du Livre d'heures de Dunois, représentant le commanditaire agenouillé devant la Vierge à l'Enfant

### Manuscrits

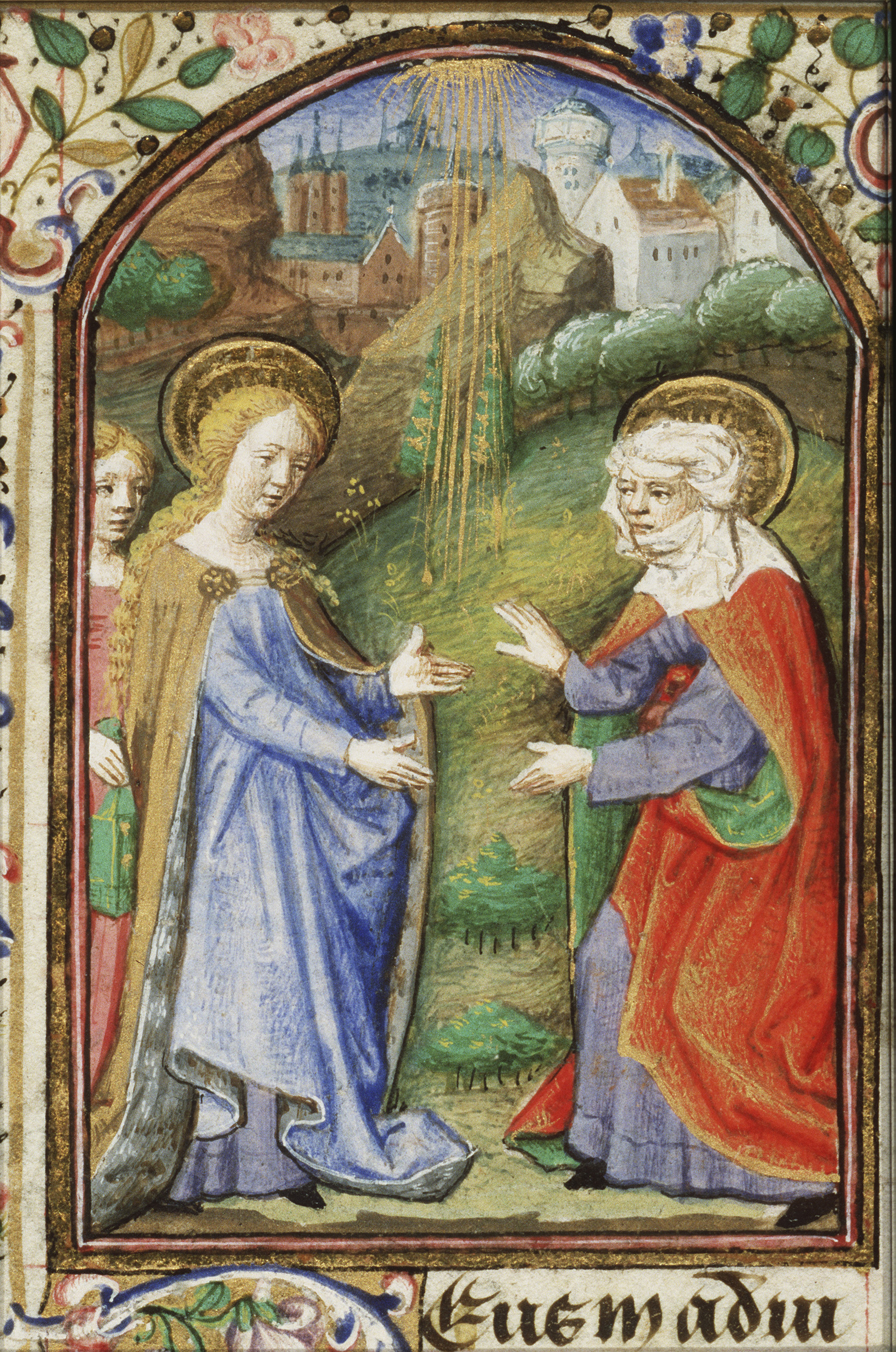
Heures de Simon de Varye - KB 74 G37, folio 53r.

- Heures de Guillaume Jouvenel des Ursins, fin des années 1440, BNF, NAL 3226
- Heures à l'usage de Rome, en collaboration avec le Maître de la Légende dorée de Munich, vers 1440-1450, Bibliothèque municipale de Lyon, Ms.5145
- Heures Hachette, en collaboration avec le Maître de la Légende dorée de Munich, vers 1430-1440, coll. part., passé en vente à Drouot, vente Millon, le 27 avril 2012 (lot 147)[6]
- Le Tiers Livre de Guiron, ajouts dans le livre vers 1450, BNF, Fr.356-357[2]
- Manuscrit du Decameron traduit par Laurent de Premierfait pour Étienne Chevalier, vers 1450-1460, Harvard University Library, Richardson 31
- Heures de Jean Dunois, Londres, British Library, Yates Thompson, ms. 3[7]
- Heures dites d'Alexandre VII, en collaboration avec le Maître de la Légende dorée de Munich, vers 1450, Bibliothèque apostolique vaticane, Chig.C.IV.109
- Heures à l'usage de Paris, en collaboration avec le Maître de la Légende dorée de Munich, British Library, Egerton 2019[8]
- Heures de Prigent de Coëtivy, vers 1443-1445, Bibliothèque Chester Beatty, Dublin, W.Ms.82[9]
- Livre d'heures à l'usage de Paris, New York Public Library, NYPL MA 026, 5 miniatures[10]
- Livre d'heures, vers 1450, conservé au Fitzwilliam Museum de Cambridge, MS McClean 81[11]
- Les dialogues de Salmon et Charles VI, Bibliothèque de Genève, ms. fr165 (7 à 8 enluminures), vers 1450
- Heures de Simon de Varye, 1455, en collaboration avec le Maître de Jean Rolin et Jean Fouquet, Getty Center, ms.7[12] et Bibliothèque royale (Pays-Bas), La Haye, ms.KB 74 G37 et KB 74 G37a[13]
- Des cleres et nobles femmes, vers 1460, Pierpont Morgan Library, M.381[14]
- Des cas des nobles hommes et femmes, en collaboration avec Maître François, musée Condé, ms. 860, vers 1465[15]
- Un ancien livre d'heures à destination d'un membre de la famille Jouvenel des Ursins, aujourd'hui dépecé et connu par plusieurs miniatures : 4 au Victoria and Albert Museum, représentant des scènes de la vie de saint Étienne, saint Gilles, saint Julien et sainte Apollonie[16], une au Musée Marmottan-Monet, Paris, M-6190, représentant la Sainte Plaie du Christ[17] et 13 autres dans des collections privées.
- Livres d'heures selon l'usage de Paris, 1440-1450, conservé à Paris, Bibliothèque nationale de France, Smaf 81-28[18]
- Livre d'heures à l'usage de Paris, Petit Palais, Inv. Dutuit35
- Livre de Lancelot du Lac, vers 1450 pour Prigent de Coëtivy, manuscrit démembré probablement au XVIe siècle, dont il subsiste 34 miniatures découpées, aujourd'hui dispersées dont une passée en vente chez Sotheby's le 8 juillet 2014[19], une autre chez Christie's le 4 juin 2008[20], une passée par le libraire Les Enluminures[21], une autre chez le marchand d'art londonien Sam Fogg[22].
- Roman de Tristan en prose, peut-être commandé par Prigent de Coëtivy puis complété à l'initiative de Charles IV du Maine, en 2 tomes, 1er tome : 54 miniatures partiellement de la main du maître et complété par le Maître de Charles du Maine, musée Condé, Chantilly, Ms.648[23]

### Tableaux
- Le Jugement dernier, en collaboration avec le Maître de Bedford, années 1440, musée des arts décoratifs de Paris[24]
- La Trinité aux chanoines de Notre-Dame de Paris, panneau peint (Retable peut-être commandé pour l’autel des Ardents, qui était situé derrière le maître-autel dans la cathédrale Notre-Dame de Paris), Paris, École nationale supérieure des beaux-arts, inv. Mu. 1261[25]

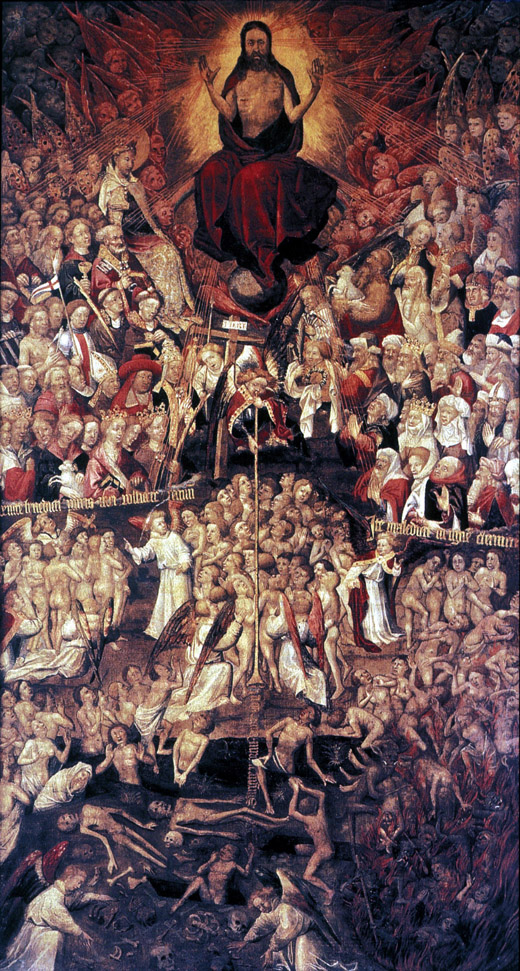
Le Jugement dernier, Musée des arts décoratifs de Paris
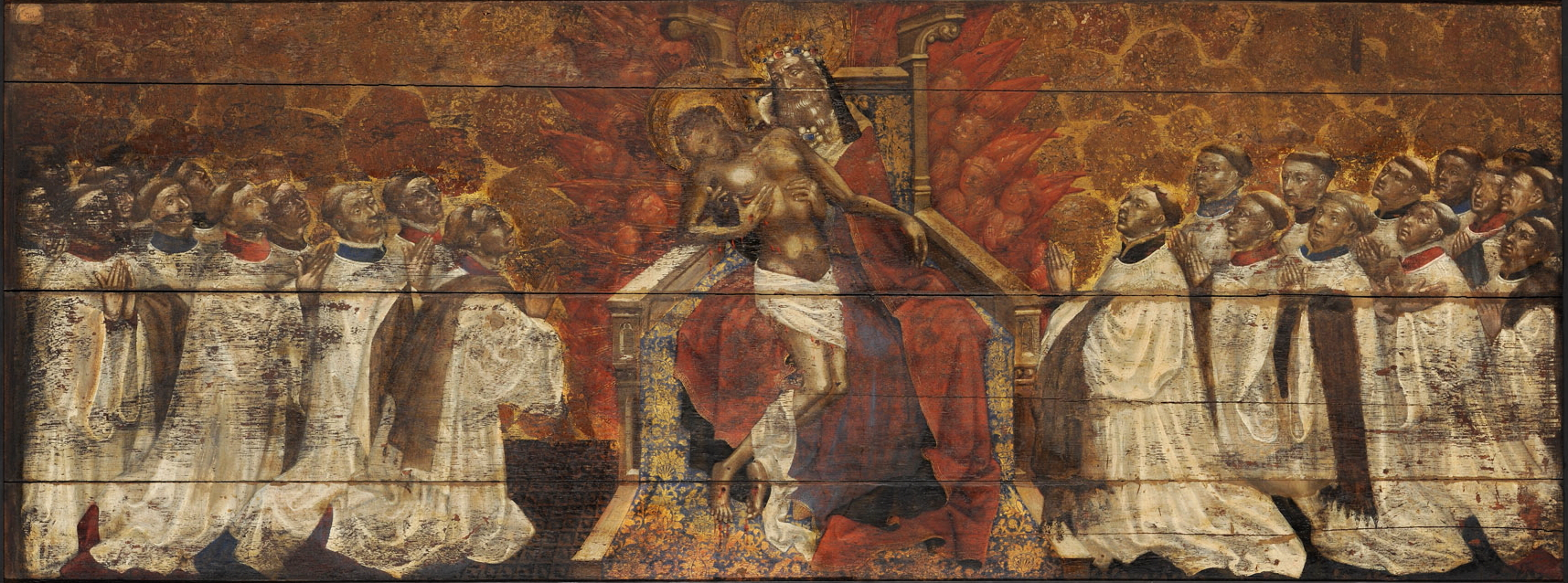
La Trinité aux chanoines de Notre-Dame de Paris, École nationale supérieure des beaux-arts